# 王以豐
王以豐（？年—？年），字懋公，奉天蓋州人，正白旗人，由監生，康熙四十四年任順慶府通判。是一位政治人物，明清時曾在四川順慶府岳池縣（位於今四川東北部，武周萬歲通天二年分南充、相如二縣置，是一個千年古縣）擔任官吏。